# Slovenj Gradec

Geburtshaus des Komponisten und Musikkritikers Hugo Wolf

Die Stadt Slovenj Gradec, deutsch Windischgrätz oder Windischgraz (wörtlich „Slowenisch Graz“ bzw. „slowenische kleine Burg“), ist eine Stadt in Slowenien. Sie liegt in der historischen Landschaft Koroška(Kärnten) und ist der statistischen Region Koroška (Slowenisches Kärnten) zugeordnet.
Sie ist der Hauptort der Stadtgemeinde Slovenj Gradec.

## Geografie

### Lage
Slovenj Gradec liegt im unteren Tal der Mislinja (Missling) am nördlichen Ende einer weiten Ebene. Das Stadtzentrum selbst liegt auf 413 m. ü. A. Im Osten umfasst die Gemeinde Teile des Pohorje (Bachergebirge) und im Westen hat sie Anteil an den Karawanken (Karavanke), wo sie mit dem Berg Uršlja gora mit 1699 m. ü. A. ihre höchste Erhebung erreicht.

## Geschichte

### Vor- und Frühgeschichte, Römerzeit, Spätantike
Stein- und Bronzezeitliche Funde sind selten und beschränken sich auf Werkzeugfunde sowie eine vermutete jungsteinzeitliche Siedlung im Bereich des heutigen Ortsteils Legen.
Aus der Hallstattzeit ist, ebenfalls im Bereich des Ortsteils Legen, eine bedeutende Burgstätte bekannt, an deren Fuße sich zahlreiche Hügelgräber befinden. Die dortigen Funde datieren vom Beginn der Eisenzeit bis zum Ende des 7. Jahrhunderts vor Christus. Eine weitere, aus der jüngeren Eisenzeit stammende befestigte Siedlung wurde 1913–1915 im Bereich des heutigen Ortsteils Stari trg auf dem Hügel Puščava gefunden und archäologisch untersucht.
Kurz nach dem Anschluss des Noricum an das Römische Imperium im Jahre 46 nach Christus entstand an der Römerstraße Celeia (Celje) – Virunum (Siedlung auf dem Gebiet des heutigen Zollfeldes bei Maria Saal in Kärnten) die römische Station Collatio, ebenfalls im Bereich des heutigen Ortsteils Stari trg. Collatio bestand nahezu 400 Jahre und ging Anfang des 5. Jahrhunderts unter. Weitere römische Baureste und Grabdenkmäler finden sich in der näheren und weiteren Umgebung.
Spätantike Gräber finden sich im Bereich Puščava oberhalb von Stari trg. Unter diesen befinden sich auch 136 altslawische Gräber, die der Karantanisch-Köttlacher Kulturgruppe zugeordnet werden.

### Mittelalter
Da der heutige Ortsteil Stari trg (deutsch: Altenmarkt) direkt über den Ruinen des römischen Vicus Colatio liegt und in unmittelbarer Nähe (Puščava) Gräberfelder mit Belegung von der Spätantike bis ins Frühmittelalter gefunden wurden, ist eine (in diesem Raum ansonsten sehr seltene) Siedlungskontinuität wahrscheinlich. Die an dieser Stelle erbaute Burg entwickelte sich zu einem wichtigen Besitz verschiedener Adelsfamilien und gelangte im 12. Jahrhundert an die Grafen von Andechs-Meran (Herzogtum Meranien). Sie verfügte über Marktrecht und Münze und gehörte zum Herzogtum Kärnten. Der 1091 erstmals genannte Weriant von Grez wird dieser Burg zugeordnet. Da die Lage der zur Burg gehörenden Siedlung sich nicht für den Ausbau der Stadt eignete, wurde – wahrscheinlich um 1180 – die Siedlung an ihren heutigen Standort in der Ebene verlegt. Die Altsiedlung blieb als Dorf erhalten und erhielt später erneut das Marktrecht.
1251 stiftete Patriarch Berthold von Aquileia, der aus der Familie der Andechs-Meraner stammte, Herrschaft, Burg und Markt Windischgraz dem Patriarchat Aquileia. In der Folge kam es zu Erbstreitigkeiten, da Herzog Ulrich III. von Kärnten, der mit einer Schwester Bertholds verheiratet war, Ansprüche auf Windischgraz erhob. Nach 10-jährigem Streit wurde Ulrich schließlich auf Lebenszeit mit Windischgraz belehnt. 1267 wird Windischgraz dann erstmals als Stadt erwähnt.
Das Kärntner Herzogsgeschlecht starb 1279 aus, und Kärnten wurde in der Folge von den Grafen von Görz-Tirol regiert, bis es schließlich 1335 an die Habsburger fiel. Aufgrund seiner turbulenten Geschichte nahm Slovenj Gradec/Windischgraz, obwohl es ursprünglich zu Kärnten gehörte, eine besondere Position zwischen Kärnten und der Steiermark ein und kam erst im Laufe des 15. Jahrhunderts endgültig an die Steiermark.
Slovenj Gradec war auch Stammsitz der österreichischen Fürstenfamilie Windisch-Graetz. Zahlreiche weitere Adelsfamilien waren im mittelalterlichen Slovenj Gradec präsent, von Bedeutung für die Stadtgeschichte waren insbesondere die Familien Hebenstreit, Aufenstein, Muttl und Trapp. Eine bedeutende Rolle spielte Janez von Loka, der das Spital und die dazugehörige Kapelle zum Heiligen Geist erbaute.

### Frühe Neuzeit
Die Stadt mit ihren regen Handelsbeziehungen zu Salzburg und Bayern gehörte zu den ersten in der steirisch-kärnterischen Grenzregion, die die Reformation von Martin Luther annahmen. Die frühreformatorische Geschichte der Stadt und Kärntens wurde maßgeblich durch den Pfarrer Hans Has (Janž Zajc) geprägt, der vom Stadtadel unterstützt, jedoch von dem Pfarrer und Humanisten Augustinus Prygl Tyfernus (Auguštin Prygl) bekämpft wurde. Prygl erwirkte, dass Haas verhaftet, nach Graz überführt und dort am 2. Dezember 1527 gehängt wurde. Trotzdem blieb der Protestantismus in der Stadt lebendig, was u. a. durch die Berufung mehrerer protestantischer Pfarrer durch die Stadtherren belegt ist. 1595 errichteten die Protestanten sogar mit finanzieller Unterstützung der Landstände einen eigenen Friedhof und eine eigene Kapelle. Ende des Jahrhunderts setzte dann ein massives Rekatholisierungsprogramm (Gegenreformation) ein, durch das im Jahr 1629 mit dem Auszug zahlreicher protestantischer Adeliger und Bürger das Zeitalter des Protestantismus in Slovenj Gradec sein Ende fand.
Vor allem im 15. Jahrhundert, aber auch später, war Slovenj Gradec von den häufigen Türkeneinfällen in Kärnten und der Steiermark betroffen. Erstmals fielen türkische Kräfte im Jahr 1472 mit ca. 12.000 Mann in das Gebiet zwischen Maribor (Marburg), Ptuj (Pettau) und Slovenj Gradec ein und verschleppten dabei 2.000 Einwohner. Auch weitere große Türkenzüge in den Jahren 1478 und 1480 berührten den Raum Slovenj Gradec. Der militärische Widerstand wurde teilweise auch von Slovenj Gradec aus organisiert.
Die Stadt gehörte bis 1918 zum Herzogtum Steiermark und war eine deutschsprachige Stadt, eine Sprachinsel umgeben von slowenischen Dörfern. Sie war Sitz der Bezirkshauptmannschaft Windischgraz und des Bezirksgerichts Windischgraz und umfasste auch Schloss Rottenthurn. Um 1880 waren 742 Einwohner Deutsche und 238 Slowenen. 1890 hatte der Ort 982 Einwohner, davon waren 745 deutschsprachig.

### 20. Jahrhundert
Nach dem Anschluss der Untersteiermark an das Königreich Jugoslawien 1918 sank der deutsche Bevölkerungsanteil kontinuierlich. Die verbliebenen Deutschen wurden zunehmend in die nunmehrige slowenische Bevölkerungsmehrheit assimiliert. 
Nach dem deutschen Angriff auf Jugoslawien im April 1941 wurde die Stadt durch das Dritte Reich annektiert. Die slowenische Bevölkerung wurde Ziel von Unterdrückung und einer aggressiven Germanisierungspolitik. Im Umfeld der Stadt, insbesondere im Pohorje-Gebirge (Bachern), formierten sich Partisanenverbände, die sich im weiteren Kriegsverlauf heftige Kämpfe mit der deutschen Besatzungsmacht lieferten. 
Am Ende des Zweiten Weltkrieges, vor allem im Mai 1945, kam es, wie an vielen Orten Sloweniens, auch im Raum Slovenj Gradec zu Massentötungen von kroatischen und deutschen Soldaten sowie slowenischen Zivilisten und Angehörigen der deutschsprachigen Minderheit.

Auf dem Gebiet der Stadtgemeinde Slovenj Gradec liegen zahlreiche Massengräber, das größte Massengrab in der slowenischen Koroška befindet sich in Žančani zwischen den Ortsteilen Štari Trg und Raduše.
Ab den 1950er Jahren erlebte die Stadt eine rasante Industrialisierung und wurde schließlich zum inoffiziellen wirtschaftlichen und politischen Zentrum des slowenischen Kärntens. Im Jahr 1994 wurde sie zu einer der slowenischen Gemeinden mit dem Status einer Stadtgemeinde.

## Persönlichkeiten

### Söhne und Töchter der Gemeinde
- Mathaeus Cerdonis (Ende 15. Jahrhundert),[19] auch Matthaeus Cerdonis de Windischgretz und Matheus de Vindischgretz, Buchdrucker der Inkunabelzeit, der in Padua wirkte und vor allem für die dortige Universität tätig war[20]
- Jakob Eberlein (1575–1633), römisch-katholischer Geistlicher, Bischof von Seckau
- Cajetan Bouvier (1795–1863), österreichischer Jurist und Politiker
- Hugo Wolf (1860–1903), slowenisch-österreichischer Komponist und Musikkritiker
- Franc Berneker (1874–1932), Bildhauer[21]
- Friedrich Schaffernak (1881–1951), Wasserbauingenieur, Hydrologe und Hochschullehrer
- Ernst Goll (1887–1912), österreichischer Dichter
- Ivan Gams (1923–2014), Geograph und Hochschullehrer
- Igor Šentjurc (1927–1996), jugoslawisch-deutscher Schriftsteller
- Vinko Ošlak (* 1947), Autor, Essayist, Uebersetzer und Kolumnist[22]
- Mirko Messner (* 1948), österreichischer Journalist und Politiker
- Tettey Banfro (* 1969), Handballspieler
- Spasoje Bulajič (* 1975), Fußballspieler
- Katarina Čas (* 1976), Schauspielerin
- Peter Poles (* 1978), Showmaster
- Boštjan Nachbar (* 1980), Basketballspieler
- Sašo Fornezzi (* 1982), Fußballspieler
- Tina Maze (* 1983), Skirennläuferin
- Mirko Nikolič-Kajič (* 1984), Handballspieler
- Vid Kavtičnik (* 1984), Handballspieler
- Denis Halilović (* 1986), Fußballspieler
- Dejan Vinčić (* 1986), Volleyballspieler
- Anja Zdovc (* 1987), Volleyballspielerin
- Mojca Bitenc (* 1989), Opernsängerin
- Gloria Kotnik (* 1989), Snowboarderin
- Maja Mihalinec Zidar (* 1989), Sprinterin
- Martin Mošnik (* 1989), Squashspieler
- Ana Gros (* 1991), Handballspielerin
- Jerneja Smonkar (* 1992), Mittelstreckenläuferin
- Žan Karničnik (* 1994), Fußballspieler
- Rok Ovniček (* 1995), Handballspieler
- Maja Pogorevc (* 1996), Sprinterin
- Kenan Fatkič (* 1997), Fußballspieler
- Tadej Mazej (* 1998), Handballspieler
- Janja Garnbret (* 1999), Sportkletterin und zweifache Olympiasiegerin
- Nejc Naraločnik (* 1999), Skirennläufer
- Dino Subašič (* 1999), Weitspringer
- Matevž Vidovšek (* 1999), Fußballtorhüter
- Jernej Drobež (* 2000), Handballspieler
- Staš Jovičić Slatinek (* 2000), Handballspieler
- Filip Dominković (* 2002), Speerwerfer
- Lucija Potnik (* 2005), Sprinterin
- Erik Kojzek (* 2006), Fußballspieler
- Nuša Lužnik (* 2006), Leichtathletin

### Personen, die im Ort gewirkt haben
- Hans Has (Janž Zaic) (um 1494 - 1527), protestantischer Prediger und Reformator[23][24]
- Franc Ksaver Meško (1874 – 1964), katholischer Priester und Schriftsteller
- Jakob Soklič (1893 – 1972), katholischer Priester, Kunstsammler (über 1800 Objekte, Archäologie, Geschichte, Kunst, Ethnologie)[25]
- Bogdan Borčić (1926 – 2014), bedeutender Maler und Grafiker, Prešeren-Preisträger 1965 (der Prešeren-Preis ist die höchste slowenische Auszeichnung für Künstler) und erneut 2005 für sein Lebenswerk, Jakopič-Preis 1982
- Jože Tisnikar (1928 – 1998), bedeutender Maler, Prešeren-Preisträger 1970[26]

## Sehenswürdigkeiten
- Collatio: Ortsteil Stari trg; Ausgrabungsstelle des römischen Vicus Collatio mit einigen Gebäuderesten.
- Pfarrkirche Sv. Elizabeta: auf dem Hauptplatz, erstmals erwähnt 1251; Innenausstattung überwiegend aus dem Barock.[27]
- Gotische Kapelle zum Heiligen Geist: erbaut 1471, mit bedeutenden Fresken (Andreas von Otting) aus der Mitte des 15. Jahrhunderts; die Kapelle findet sich neben der Pfarrkirche.
- Georgskirche: 5 km östlich von Slovenj Gradec befindet sich im Ortsteil Legen eine romanische Georgskirche, die der 2. Hälfte des 13. Jahrhunderts zugeordnet wird. In den Jahren 1993/94 durchgeführte Ausgrabungen belegen mehrere Vorgängerbauten, deren ältester in das 9./10. Jahrhundert datiert wird. Die Kirche ist daher möglicherweise der älteste Kirchenbau aus karolingischer Zeit im Gebiet von ganz Karantanien. Aufgefunden wurden auch 26 Gräber, die der Karantanisch-Köttlacher Kulturgruppe zugeordnet werden[28][29]. Ein Teil der archäologischen Funde wird in der Kirche in sehr ansprechender Weise (Glasböden geben Einblick in die Original-Fundlagen) präsentiert.[30]
- Kirche Sv. Pankracija: Ortsteil Stari trg; die Kirche wurde auf den Resten der ehemaligen Burg Slovenj Gradec erbaut, die eine der ältesten Burgen in Slowenisch-Kärnten/Steiermark ist. Die Burg wurde wahrscheinlich 1489 von den Ungarn zerstört und später zur heutigen Kirche umgebaut.[31]
- Koroški pokrajinski muzej: Glavni trg 24; umfangreiche Ausstellung zu den bedeutenden archäologischen Funden in Slovenj Gradec und Umgebung[32]
- Sokličev muzej: Trg svobode 5; historische, archäologische und volkskundliche Sammlung des Pfarrers Jakob Soklič (1895–1972)[33]
- Koroška galerija likovnih umetnosti: Glavni trg 24; wechselnde Ausstellungen moderner slowenischer Kunst, vorrangig aus dem slowenischen Kärnten
- Dvorec Rotenturn: aus einem ehemaligen Adelsturm und Teilen der Stadtmauer entstandenes Schloss; heute Sitz der Stadtverwaltung
- Reste der Stadtmauer: Altstadt
- Geburtshaus von Hugo Wolf: Der Komponist kam hier am 13. März 1860 zur Welt. Im Geburtshaus, welches u. a. auch für Konzerte und Kurse genutzt wird, befindet sich auch die Musikschule.[34]
- Geburtshaus von Ernst Goll: Der Dichter kam hier im Hotel seiner Eltern am 14. März 1887 zur Welt.
- Štrekna: Radweg auf einem aufgelassenen Abschnitt der Lavanttalbahn
- Partisanenlazarett Trska gora